# Вініфред Вайолет Скотт
Вініфред Вайолет Скотт (англ. Winifred Violet Scott) — була філантропом, яка залишила заповіт, відомий як Фонд Скотт, для фінансування збереження зникаючих видів. На її честь названо вимираючий вид Dendrolagus scottae, знайдений лише в горах Торрічеллі на півночі Папуа-Нової Гвінеї. Його назвав Тім Фланнері, оскільки Фонд Скотт фінансував його дослідження в регіоні упродовж 1980-х років.